# Poecilopora cribritheca
Poecilopora cribritheca är en mossdjursart som först beskrevs av Harmer 1957.  Poecilopora cribritheca ingår i släktet Poecilopora och familjen Lekythoporidae. Inga underarter finns listade i Catalogue of Life.